# Небойша Зоркич
Небойша Зоркич (21 серпня 1961) — югославський баскетболіст.
Бронзовий призер Олімпійських Ігор 1984 року.
Срібний призер Юнацького чемпіонату Європи (U-18) 1980 року.
Переможець чемпіонату Європи серед кадетів (U-16) 1979 року.